# Tiro esportivo nos Jogos Pan-Americanos de 2011 - Pistola de ar 10 m masculino
A competição da pistola de ar 10 m masculino foi um dos eventos do tiro esportivo nos Jogos Pan-Americanos de 2011, em Guadalajara. Foi disputada no Polígono Pan-Americano de Tiro no dia 16 de outubro.

## Calendário
Horário local (UTC-6).
| Data          | Horário | Fase         |
| ------------- | ------- | ------------ |
| 16 de outubro | 9:00    | Qualificação |
| 16 de outubro | 14:00   | Final        |

## Medalhistas
| Ouro   | USA Daryl Szarenszki |
| Prata  | TRI Roger Daniel     |
| Bronze | BRA Júlio Almeida    |

## Resultados

### Qualificação
| Pos. | Atirador              | País                      | 1  | 2  | 3  | 4  | 5   | 6   | Total | Obs.             |
| ---- | --------------------- | ------------------------- | -- | -- | -- | -- | --- | --- | ----- | ---------------- |
| 1    | Daryl Szarenski       | USA Estados Unidos        | 96 | 98 | 95 | 97 | 97  | 100 | 583   | Q, PR            |
| 2    | Roger Daniel          | TRI Trinidad e Tobago     | 98 | 96 | 96 | 97 | 95  | 95  | 577   | Q                |
| 3    | Alex Peralta          | COL Colômbia              | 97 | 95 | 97 | 94 | 98  | 95  | 576   | Q                |
| 4    | Will Brown            | USA Estados Unidos        | 93 | 99 | 97 | 96 | 94  | 96  | 575   | Q                |
| 5    | Júlio Almeida         | BRA Brasil                | 97 | 98 | 97 | 94 | 96  | 93  | 575   | Q                |
| 6    | Hugo Hernández        | MEX México                | 97 | 95 | 98 | 93 | 96  | 94  | 573   | Q                |
| 7    | Jorge Grau            | CUB Cuba                  | 94 | 99 | 94 | 95 | 94  | 96  | 572   | Q                |
| 8    | Rudolf Knijnenburg    | BOL Bolívia               | 92 | 92 | 95 | 95 | 99  | 98  | 571   | Q Shoot-off 47.1 |
| 9    | Sylvain Ouellette     | CAN Canadá                | 96 | 94 | 97 | 93 | 94  | 97  | 571   | Shoot-off 45.8   |
| 10   | Elieser Mora          | CUB Cuba                  | 95 | 96 | 95 | 94 | 100 | 90  | 570   |                  |
| 11   | Sergio Sánchez        | GUA Guatemala             | 95 | 95 | 96 | 95 | 94  | 94  | 569   |                  |
| 12   | Manuel Sánchez        | CHI Chile                 | 96 | 92 | 96 | 93 | 95  | 96  | 568   |                  |
| 13   | Felipe Wu             | BRA Brasil                | 93 | 94 | 94 | 95 | 97  | 93  | 566   |                  |
| 14   | Julio Molina          | ESA El Salvador           | 92 | 95 | 96 | 93 | 94  | 95  | 565   |                  |
| 15   | Frank Bonilla         | VEN Venezuela             | 94 | 96 | 92 | 92 | 94  | 96  | 564   |                  |
| 16   | Felipe Beuvrin        | VEN Venezuela             | 95 | 94 | 93 | 96 | 94  | 92  | 564   |                  |
| 17   | Mario Vinueza         | ECU Equador               | 95 | 93 | 97 | 91 | 96  | 92  | 564   |                  |
| 18   | Matías Orozco         | ARG Argentina             | 95 | 93 | 95 | 95 | 93  | 92  | 563   |                  |
| 19   | Agustín Falco         | ARG Argentina             | 93 | 91 | 96 | 93 | 92  | 97  | 562   |                  |
| 20   | Óscar Riccardi        | PAR Paraguai              | 93 | 98 | 92 | 94 | 89  | 94  | 560   |                  |
| 21   | Alejandro García Miro | PER Peru                  | 95 | 95 | 91 | 94 | 93  | 91  | 559   |                  |
| 22   | Philip El Hage        | AHO Antilhas Neerlandesas | 90 | 94 | 94 | 90 | 93  | 98  | 559   |                  |
| 23   | Antonio Tavarez       | MEX México                | 90 | 94 | 92 | 94 | 95  | 93  | 558   |                  |
| 24   | Ricardo Chandeck      | PAN Panamá                | 92 | 95 | 93 | 92 | 95  | 91  | 558   |                  |
| 25   | Marcelo de Souza      | PAR Paraguai              | 93 | 90 | 92 | 92 | 92  | 95  | 554   |                  |
| 26   | Josué Hernández Caba  | DOM República Dominicana  | 91 | 91 | 92 | 90 | 94  | 95  | 553   |                  |
| 27   | Enrique Arnaez        | PER Peru                  | 93 | 90 | 94 | 91 | 91  | 93  | 552   |                  |
| 28   | Manuel Figuereo Feliz | DOM República Dominicana  | 92 | 89 | 90 | 92 | 94  | 93  | 550   |                  |
| 29   | Hinrich Huber         | CHI Chile                 | 87 | 93 | 92 | 93 | 93  | 90  | 548   |                  |
| 30   | Ronald Brown          | JAM Jamaica               | 89 | 89 | 93 | 93 | 93  | 91  | 548   |                  |
| 31   | Calvert Herbert       | BAR Barbados              | 89 | 91 | 91 | 92 | 93  | 90  | 546   |                  |
| 32   | Jaime Dávila          | NCA Nicarágua             | 89 | 91 | 92 | 88 | 92  | 90  | 542   |                  |
| 33   | Pablo Guerrero        | NCA Nicarágua             | 87 | 87 | 89 | 84 | 89  | 85  | 521   |                  |
| 34   | Kevin Vanegas         | PAN Panamá                | 87 | 87 | 82 | 86 | 88  | 89  | 519   |                  |

### Final
| Pos.              | Atirador               | Qualificação | 1    | 2    | 3    | 4    | 5    | 6    | 7    | 8    | 9    | 10   | Final | Total | Obs. |
| ----------------- | ---------------------- | ------------ | ---- | ---- | ---- | ---- | ---- | ---- | ---- | ---- | ---- | ---- | ----- | ----- | ---- |
| Medalha de ouro   | USA Daryl Szarenski    | 583          | 9.4  | 9.9  | 10.5 | 9.1  | 8.4  | 10.5 | 9.7  | 10.5 | 10.5 | 10.2 | 98.7  | 681.7 | FPR  |
| Medalha de prata  | TRI Roger Daniel       | 577          | 9.1  | 9.6  | 10.0 | 9.5  | 10.0 | 10.4 | 10.7 | 9.7  | 9.6  | 10.5 | 99.1  | 676.1 |      |
| Medalha de bronze | BRA Júlio Almeida      | 575          | 10.1 | 10.2 | 10.0 | 10.5 | 8.4  | 10.3 | 10.8 | 9.1  | 10.6 | 10.2 | 100.2 | 675.2 |      |
| 4                 | CUB Jorge Grau         | 572          | 10.6 | 10.2 | 10.1 | 9.8  | 10.3 | 10.3 | 10.3 | 10.4 | 9.1  | 10.0 | 101.1 | 673.1 |      |
| 5                 | USA Will Brown         | 575          | 9.9  | 10.0 | 9.8  | 10.0 | 10.2 | 9.8  | 8.5  | 10.4 | 9.9  | 8.9  | 97.4  | 672.4 |      |
| 6                 | MEX Hugo Hernández     | 573          | 9.9  | 10.9 | 9.0  | 9.3  | 9.3  | 9.4  | 9.5  | 10.9 | 10.7 | 9.9  | 98.8  | 669.8 |      |
| 7                 | BOL Rudolf Knijnenburg | 571          | 9.9  | 10.3 | 9.6  | 9.5  | 9.9  | 10.1 | 9.6  | 9.4  | 10.0 | 10.4 | 98.7  | 669.7 |      |
| 8                 | COL Alex Peralta       | 576          | 10.4 | 9.3  | 9.8  | 9.6  | 8.9  | 9.3  | 7.1  | 10.3 | 9.7  | 8.9  | 93.3  | 669.3 |      |